# Leqinat
Il Leqinat è una montagna del Kosovo situata nella catena montuosa del Prokletije. Su questo monte si trovano due famosi laghetti: il lago Leqinat e il lago Drelaj.